# یوزف برویر
یوزف برویر (به آلمانی: Jozef Breuer) روان‌شناس اهل اتریش و جزو بهترین پزشکان اتریش بود که نقش کلیدی در کشف فیزیولوژی اعصاب داشت. برویر در دهه ۸۰ با بیماری به اسم آنا او روان‌کاوی کرد. او شیوه روان‌کاوی را با کمک همکارش زیگموند فروید توسعه داد.

## زندگی
یوزف برویر در ۱۵ ژانویه سال ۱۸۴۲ در وین، اتریش به دنیا آمد، پدرش لوپارد برویر در جامعه یهودیان وین تدریس می‌کرد. وقتی سه ساله بود مادرش را از دست داد و تحت سرپرستی مادر بزرگ مادریش رشد کرد و پدرش تا سن ۸ سالگی به او تعلیم می‌داد. او از آکادمی ژیمناستیک در سال ۱۸۵۸ فارغ‌التحصیل شد و پس از یک سال در دانشکده پزشکی وین ثبت نام کرد و به تحصیل در دانشگاه وین پرداخت. او در سال ۱۸۶۷ در امتحانات دانشگاهی قبول شد و به عنوان دستیار ژوان اوپولزر شروع به کار کرد.
یوزف برویر یکی از دو شخصیت اصلی رمان وقتی نیچه گریست اثر اروین د. یالوم است.

## آنا او و فروید
آنا او که نام اصلی‌اش برتا پاپن‌هایم بود. در سال ۱۸۵۹ در وین به دنیا آمد و در یک خانواده ثروتمند یهودی بزرگ شد. به دلیل ناراحتی‌های هیستریکی که در اثر مرگ پدر برایش به وجود آمده بود، از سال ۱۸۸۰ تا ۱۸۸۲ تحت درمان یوزف برویر قرار داشت.
بروئر شاید به خاطر کارش در دهه 1880 با آنا او (نام مستعار برتا پاپنهایم)، زنی که از «فلج اندام‌هایش و بیهوشی‌ها و همچنین اختلالات بینایی و گفتار» رنج می‌برد، شناخته شده است. برویر مشاهده کرد که علائم او پس از توصیف آنها کاهش یا پایان یافت.  Anna O. با طنز این روش را دودکش‌شویی نامید.  او همچنین نام جدی‌تری را برای این نوع درمان اختراع کرد، یعنی درمان گفتاری.  برویر بعداً از آن به عنوان "روش کاتارتیک" یاد کرد.
```
بروئر در آن زمان مربی زیگموند فروید جوان بود و به تثبیت او در عمل پزشکی کمک کرده بود.  ارنست جونز به یاد می آورد، "فروید علاقه زیادی به شنیدن پرونده آنا او داشت، که  تاثیر عمیقی بر او گذاشت"؛  و فروید در کار خود در سال 1909، پنج سخنرانی در مورد تحلیل روانی، اظهار داشت:  «در آن زمان دانشجو بودم و برای امتحانات پایانی خود کار می‌کردم که … برویر، برای اولین بار (در سال‌های 2-1880) از این روش استفاده کرد هرگز قبلاً کسی با چنین روشی علامت هیستریک را حذف نکرده بود»
```

فروید و برویر بحث های خود را در مورد آنا او و سایر مطالعات موردی در کتاب خود با عنوان مطالعات هیستری در سال 1895 مستند کردند.  این بحث‌ها در مورد برخورد برویر با آنا اُو، به «پایه‌ای شکل‌دهنده از عملکرد روان‌کاوانه، به‌ویژه اهمیت خیال‌پردازی‌ها (در موارد شدید، توهم)، هیستری، و مفهوم و روش کاتارسیس که سهم عمده بروئر بود تبدیل شد.  " لوئیس برگر مشاهده کرده است که در مطالعات، "فروید به دنبال یک نظریه بزرگ است که او را به شهرت برساند و به همین دلیل، او همیشه به آنچه فکر می کند تنها عامل هیستری است، مانند درگیری جنسی، پایبند است.  از سوی دیگر، بروئر در مورد عوامل متعددی می نویسد که باعث ایجاد علائم می شوند، از جمله انواع آسیب ها، او همچنین به دیگران، مانند پیر ژانت، اعتبار می دهد و برای «التقاط» استدلال می کند  درک و درمان هیستری».
این دو مرد به طور فزاینده ای از هم دور شدند.  از نظر فرویدی، «در حالی که بروئر، با بیمار باهوش و عاشق خود آنا او.، ناخواسته زمینه روانکاوی را فراهم کرده بود، این فروید بود که عواقب را از پرونده بروئر کشید».با این حال، برگر خاطرنشان می‌کند که برویر، در حالی که به مشارکت‌های فروید اهمیت می‌داد، قبول نداشت که مسائل جنسی تنها علت علائم روان رنجور هستند.  او در نامه‌ای در سال 1907 به یکی از همکارانش نوشت: «فروید مردی است که به صورت‌بندی‌های مطلق و انحصاری داده شده است: این یک نیاز روانی است که به نظر من منجر به تعمیم بیش از حد می‌شود».  فروید بعداً با بروئر دشمنی کرد و دیگر به او اعتبار نداد و به گسترش شایعه ای مبنی بر ناتوانی برویر در مدیریت توجه شهوانی آنا او کمک کرد و پرونده خود را رها کرده است، اگرچه تحقیقات نشان می دهد که این هرگز اتفاق نیفتاده است و برویر همچنان درگیر پرونده او بوده است.  چندین سال در حالی که او ناخوش بود.
در سال 1894 برویر به عنوان عضو مسئول آکادمی علوم وین انتخاب شد.
یوزف برویر برای حفظ حریم شخصی او، وی را با نام مستعار آنا او خطاب می‌کرد. برتا پاپن‌هایم یکی از پایه‌گذاران اتحادیه زنان یهودی بود و سال‌های زیادی سمت مدیریت اتحادیه زنان آلمان را بر عهده داشت. او برای روسپیان جوان سرپناه تهیه می‌کرد و علیه معامله بر سر ایشان مبارزه می‌کرد. در کنار این فعالیت‌ها داستان می‌نوشت و تحقیقاتش در مورد مسائل تئوریک زنان را به رشته تحریر درمی‌آورد.
او در سال ۱۹۳۶ در گذشت.

## فیزیولوژی اعصاب و گوش داخلی
برویر، زیر دست اولد هرینگ در مدرسه پزشکی نظامی وین کار می‌کرد، او اولین کسی بود که طبیعت رفلکس تنفس عصب واگ را اثبات کرد. این یک خروجی از مبحث روانشناسی قبلی بود و این تحولی بود در دید دانشمندان در رابطه با ارتباط سیستم عصبی با ریه‌ها بود. این مکانیزم هم‌اکنون به اسم رفلکس هرینگ-برویر شناخته می‌شود.

## خانواده
یوزف برویر در سال ۱۸۶۸ با ماتیلدا آلتمن ازدواج کرد و پنج بچه داشت. دختر او دورا خودکشی کردن را به تبعید شدن توسط نازی ترجیح داد. دختر دیگر او مارگارت شیف در اردوگاه کار اجباری ترزینشتات در ۹ سپتامبر درگذشت. نوهٔ دختری او هانا شیف در حالی که زندانی نازی‌ها بود جان سپرد.